# رونین

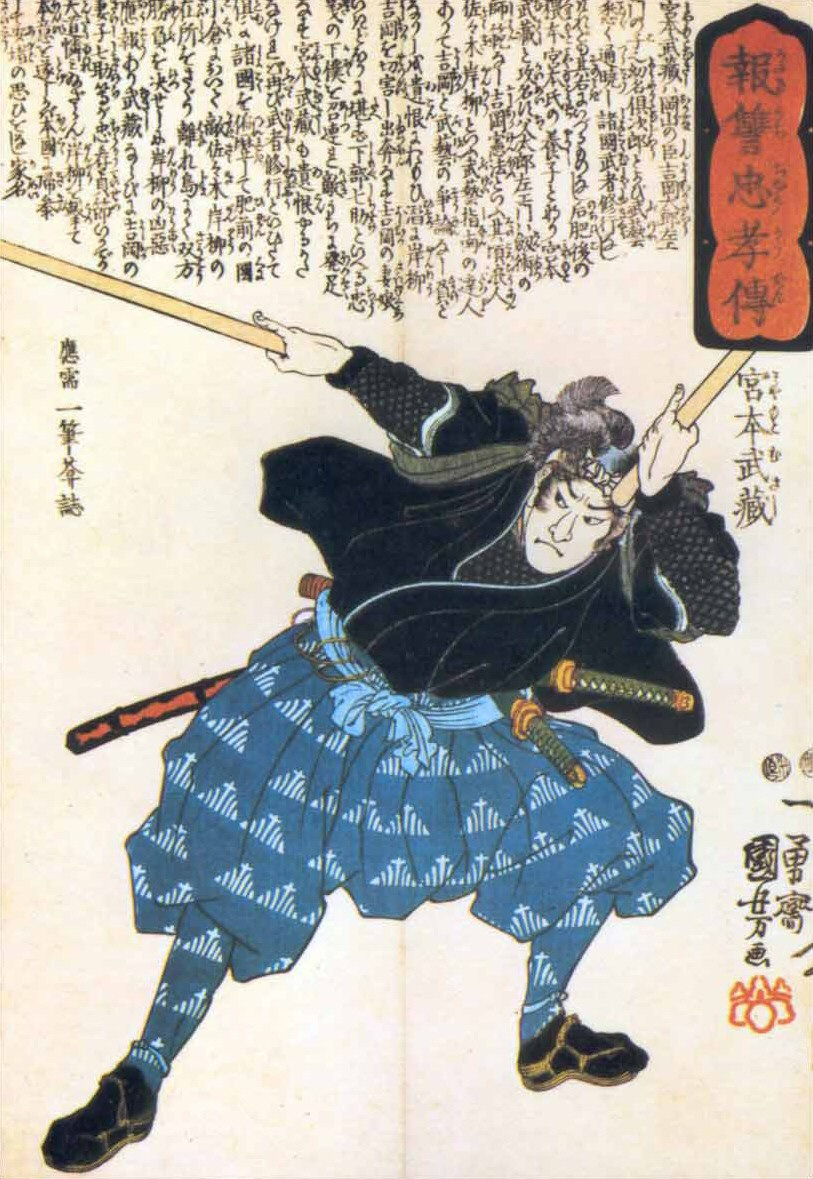
رونین معروف میاموتو موساشی 宮本 武蔵

رونین (به ژاپنی: 浪人 - به روماجی: Rōnin) یا روشی (به ژاپنی: 浪士) به گروهی از سامورایی‌های بدون ارباب در دوران فئودالی (۱۱۸۵–۱۸۶۵) در ژاپن گفته می‌شود. رونین‌ها در نتیجه سیاست‌های شوگون‌ها، تدریجاً به گروه آشوبگر در تعارض با فرمان شوگون تبدیل شدن.
در دوره ادو، با سیستم و قوانین طبقاتی سختگیرانه شوگون، تعداد رونین‌ها بسیار افزایش یافت. مصادره املاک در زمان حکومت سومین شوگون توکوگاوا ایه‌میتسو منجر به افزایش بسیار زیاد رونین‌ها شد. در دوره‌های گذشته سامورایی‌ها می‌توانستند بین اربابان و حتی بین مشاغل حرکت کنند. آنها همچنین می‌توانستند بین طبقات اجتماعی ازدواج کنند. با این وجود، در دوره ادو، سامورایی‌ها محدود شده بودند و بیش از هر چیز اشتغال به کار نزد ارباب دیگری بدون اجازه ارباب قبلی خود ممنوع بود.
از آنجا که سامورایی‌های سابق از نظر قانونی نمی‌توانستند تجارت جدیدی انجام دهند، یا به دلیل غرور در انجام این کار انزجار داشتند، بسیاری از آنها به دنبال راه‌های دیگر برای گذران زندگی با استفاده از شمشیر خود بودند. کسانی که آرزوی اشتغال مداوم و قانونی داشتند، مزدور شدند که از کاروان‌های تجاری یا به عنوان محافظ از بازرگانان ثروتمند محافظت می‌کرد. بسیاری از رونین‌ها جنایتکار شدند و به عنوان راهزن در بزرگراه کار می‌کردند، یا به جرایم سازمان یافته در شهرهای بزرگ و کوچک پیوستند. رونین‌ها به عنوان افراد دارای قدرت بدنی اجیر شده برای باندها شناخته می‌شوند که شبکه‌های قمار، فاحشه‌خانه‌ها و فعالیت‌های مشابه را اداره می‌کردند. بسیاری از آنها سارقان خرد و کلاهبردار بودند.
فیلمی با همین نام (رونین) با بازی رابرت دنیرو و ژان رنو ساخته شده. گرچه این فیلم در زمان حال اتفاق می‌افتد ولی گوشه چشمی به مفهوم فوق دارد.